# SparkyLinux
SparkyLinux est une distribution Linux de la famille des dérivées de Debian.
Cette distribution n'est pas recommandée aux débutants, mais aux utilisateurs initiés à Linux et prêts à expérimenter divers logiciels et paramétrages, à l'aide d'outils ergonomiques.

## Histoire
Le projet naquit en octobre 2011 sous le nom ue17r (Ubuntu Enlightenment17 Remix), basé sur Ubuntu et l'environnement de bureau Enlightenment, comme l'indique son nom.
Au bout de quelques mois de tests, le système de base changea pour Debian et un nom définitif fut validé début 2012 par un vote en ligne : SparkyLinux.

## Fonctionnalités
SparkyLinux se base sur la branche « testing » de Debian et évolue de manière continue (mode « rolling release »).
La distribution possède ses propres dépôts et des outils spécifiques pour faciliter l'administration du système, telle l'interface APTus de mises à jour autant logicielles que techniques (modifications du noyau linux, etc.).
SparkyLinux inclut par défaut plusieurs éléments non-libres, qu'il est cependant possible de purger via APTus.

### Variantes
Si SparkyLinux se base principalement sur la version « testing » de Debian en mode « rolling release », des versions « stable » et « development » sont également proposées.
La version standard (« rolling ») de SparkyLinux se décline en variantes spécialisées :
- GameOver, incluant divers jeux et autres outils, souvent citée comme l'une des références en matière de distribution Linux dédiée aux jeux[8]
- Multimedia, dédiée à la création graphique, musicale, etc.
- Rescue, contenant divers outils d'analyse et de réparation.

### Environnements de bureau
Depuis la version 5.4 un seul environnement de bureau est proposé à l'installation du système, LXDE pour la version « stable » et LXQt pour la version « rolling ».
D'autres environnements sont proposés via APTus :
- issus des dépôts Debian : awesome, bspwm, Budgie, Cinnamon, Fluxbox, GNOME (versions GNOME Flashback ou GNOME Shell), i3, IceWM, JWM, KDE Plasma 5, LXDE, LXQt, MATE, Openbox, PekWM, Window Maker, Xfce
- issus des dépôts SparkyLinux : CDE, Enlightenment, Lumina (issu de la distribution TrueOS), Manokwari (issu de la distribution indonésienne BlankOn)
- expérimentaux : Pantheon (issu de la distribution elementaryOS), Trinity (fork de KDE)

Hors APTus, des processus d'installation Debian (Synaptic, etc) proposent d'autres options : Jade, Sugar, FVWM, etc.

## Versions
| Couleur | Signification              |
| ------- | -------------------------- |
| Red     | Version obsolète           |
| Green   | Version toujours supportée |
| Blue    | Version future             |

| Version | Nom        | Date       | Notes sur la version                         |
| ------- | ---------- | ---------- | -------------------------------------------- |
| 1.0     | Venus      | 2012-05-05 | SparkyLinux 1 Final                          |
| 2.0     | Eris       | 2012-10-12 | SparkyLinux 2.0 Eris                         |
| 3.0     | Annagerman | 2013-07-27 | SparkyLinux 3.0                              |
| 4.0     | Tyche      | 2015-06-26 | SparkyLinux 4.0                              |
| 4.1     | Tyche      | 2015-10-02 | SparkyLinux 4.1                              |
| 4.2     | Tyche      | 2015-12-21 | SparkyLinux 4.2                              |
| 4.3     | Tyche      | 2016-04-29 | SparkyLinux 4.3                              |
| 4.4     | Tyche      | 2016-08-20 | SparkyLinux 4.4                              |
| 4.5.2   | Tyche      | 2016-12-18 | SparkyLinux 4.5.2                            |
| 4.7     | Tyche      | 2017-11-18 | SparkyLinux 4.7                              |
| 4.8     | Tyche      | 2018-05-13 | SparkyLinux 4.8                              |
| 4.9     | Tyche      | 2018-11-11 | SparkyLinux 4.9 = version "stable" actuelle  |
| 5.0     | Nibiru     | 2017-07-16 | SparkyLinux 5.0                              |
| 5.1     | Nibiru     | 2017-09-27 | SparkyLinux 5.1                              |
| 5.2     | Nibiru     | 2017-12-20 | SparkyLinux 5.2                              |
| 5.3     | Nibiru     | 2018-03-10 | SparkyLinux 5.3                              |
| 5.4     | Nibiru     | 2018-06-11 | SparkyLinux 5.4                              |
| 5.5     | Nibiru     | 2018-09-18 | SparkyLinux 5.5                              |
| 5.6     | Nibiru     | 2018-12-17 | SparkyLinux 5.6 = version "rolling" actuelle |